# Monolluma
Monolluma là chi thực vật có hoa trong họ Apocynaceae.